# Maloreazanțeve
Maloreazanțeve (în ucraineană Малорязанцеве) este o așezare de tip urban din raionul Popasna, regiunea Luhansk, Ucraina. În afara localității principale, nu cuprinde și alte sate.

## Demografie
Componența lingvistică a așezării de tip urban Maloreazanțeve
     Ucraineană (74,06%)
     Rusă (25,74%)
     Alte limbi (0,2%)
Conform recensământului din 2001, majoritatea populației așezării de tip urban Maloreazanțeve era vorbitoare de ucraineană (74,06%), existând în minoritate și vorbitori de rusă (25,74%).